# Mathias Kvistgaarden
Mathias Damm Kvistgaarden (Birkerød, 15 aprile 2002) è un calciatore danese, attaccante del Norwich City.

## Carriera

### Club
Cresciuto nel settore giovanile del Brøndby, esordisce in prima squadra il 5 luglio 2020, in occasione dell'incontro di Superligaen perso per 2-0 contro l'Aalborg. Realizza la sua prima rete in campionato il 6 marzo 2022, siglando il gol della vittoria sul campo dello Silkeborg (0-1).
L'8 luglio 2025 passa al Norwich City.

### Nazionale
Ha giocato nelle nazionali giovanili danesi Under-18, Under-19, Under-20 ed Under-21.
Il 7 giugno 2025 esordisce in nazionale maggiore nella sfida amichevole vinta per 2-1 contro l'Irlanda del Nord.

## Statistiche

### Presenze e reti nei club
Statistiche aggiornate al 26 agosto 2022.
| Stagione        | Squadra         | Campionato      | Campionato | Campionato | Coppe nazionali | Coppe nazionali | Coppe nazionali | Coppe continentali | Coppe continentali | Coppe continentali | Altre coppe | Altre coppe | Altre coppe | Totale | Totale |
| Stagione        | Squadra         | Comp            | Pres       | Reti       | Comp            | Pres            | Reti            | Comp               | Pres               | Reti               | Comp        | Pres        | Reti        | Pres   | Reti   |
| --------------- | --------------- | --------------- | ---------- | ---------- | --------------- | --------------- | --------------- | ------------------ | ------------------ | ------------------ | ----------- | ----------- | ----------- | ------ | ------ |
| 2019-2020       | Brøndby         | SL              | 0+1        | 0          | CD              | -               | -               | UEL                | -                  | -                  |             | -           | -           | 1      | 0      |
| 2020-2021       | Brøndby         | SL              | 2          | 0          | CD              | 2               | 0               |                    | -                  | -                  |             | -           | -           | 4      | 0      |
| 2021-2022       | Brøndby         | SL              | 6+10       | 1+4        | CD              | 2               | 0               | UCL+UEL            | 1+1                | 0                  |             | -           | -           | 20     | 5      |
| 2022-2023       | Brøndby         | SL              | 6          | 1          | CD              | 0               | 0               | UECL               | 4                  | 2                  |             | -           | -           | 10     | 3      |
| Totale carriera | Totale carriera | Totale carriera | 25         | 6          |                 | 4               | 0               |                    | 6                  | 2                  |             | -           | -           | 35     | 8      |

### Cronologia presenze e reti in nazionale
| Cronologia completa delle presenze e delle reti in nazionale ― Danimarca | Cronologia completa delle presenze e delle reti in nazionale ― Danimarca | Cronologia completa delle presenze e delle reti in nazionale ― Danimarca | Cronologia completa delle presenze e delle reti in nazionale ― Danimarca | Cronologia completa delle presenze e delle reti in nazionale ― Danimarca | Cronologia completa delle presenze e delle reti in nazionale ― Danimarca | Cronologia completa delle presenze e delle reti in nazionale ― Danimarca | Cronologia completa delle presenze e delle reti in nazionale ― Danimarca |
| Data                                                                     | Città                                                                    | In casa                                                                  | Risultato                                                                | Ospiti                                                                   | Competizione                                                             | Reti                                                                     | Note                                                                     |
| ------------------------------------------------------------------------ | ------------------------------------------------------------------------ | ------------------------------------------------------------------------ | ------------------------------------------------------------------------ | ------------------------------------------------------------------------ | ------------------------------------------------------------------------ | ------------------------------------------------------------------------ | ------------------------------------------------------------------------ |
| 7-6-2025                                                                 | Copenaghen                                                               | Danimarca                                                                | 2 – 1                                                                    | Irlanda del Nord                                                         | Amichevole                                                               | -                                                                        | 65’                                                                      |
| Totale                                                                   |                                                                          | Presenze                                                                 | 1                                                                        |                                                                          | Reti                                                                     | 0                                                                        |                                                                          |

## Palmarès

### Club

#### Competizioni nazionali
- Campionato danese: 1

Brøndby: 2020-2021